# Galmal-eup
Galmal-eup (koreanska: 갈말읍) är en köping i kommunen Cheorwon-gun i provinsen Gangwon i den norra delen av Sydkorea, 70 km norr om huvudstaden Seoul. Den gränsar i norr till Nordkorea.
Galmal-eup är den administrativa huvudorten i kommunen Cheorwon-gun.